# シャリ川

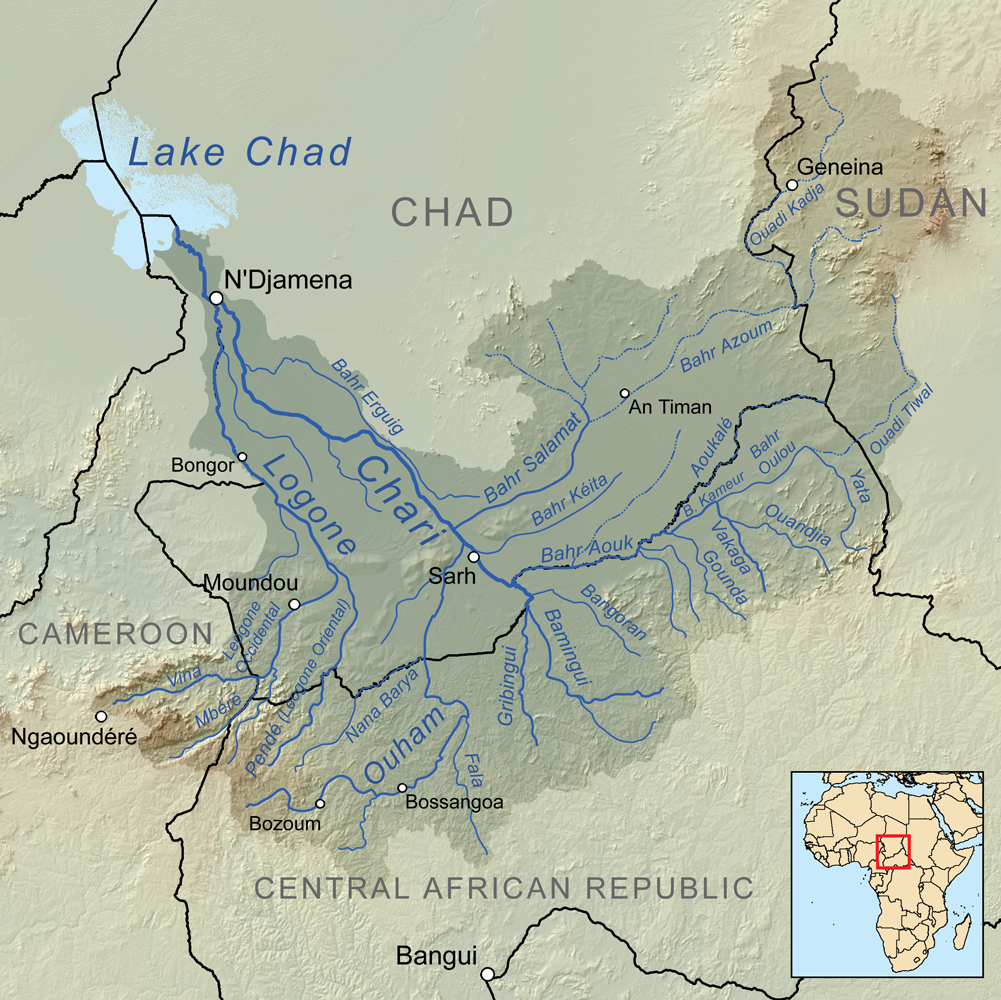
シャリ川流域

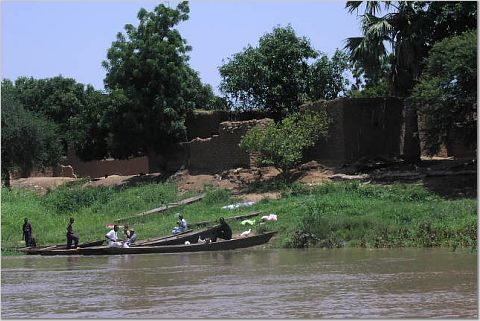
シャリ川

シャリ川（シャリがわ、フランス語: Chari）は、アフリカ中央部の中央アフリカ共和国などの国を流れる全長949kmの河川である。流域面積は54万8747km2におよび、チャド湖に流入する水の90％を提供している。主要な支流としてロゴーヌ川がある。

## 地理
中央アフリカ共和国に源を発し北へ流れ、チャド共和国に入る。チャド共和国の首都ンジャメナでロゴーヌ川を合わせ、カメルーン共和国との国境沿いに北に流れチャド湖に注ぐ。シャリ川流域には、サールやンジャメナといった都市を含むチャドの人口の多くが集中している。このシャリ川での漁業はこの流域の産業を支えている。中でもナイルパーチは重要な産物となっている。シャリ川本流はチャドの民族分布の境界線となっており、これより北側はイスラム教徒の多い北部諸民族が、南側はサラ人を中心とするキリスト教徒・アニミスト中心の南部諸民族が居住している。また、シャリ川以南で栽培される綿花はチャドの重要な輸出品となっている。増水期には、下流からサールまでは航行が可能となる。
ロゴーヌ川流域およびマッセニャ一帯の平野を含む中下流部の氾濫原にはアフリカオウギヤシ、ヒロハフサマメノキ、ヒエ属などの植物が生え、カンムリヅル、ツメバガン、リュウキュウガモ属などの旧北区西部およびエチオピア区の渡り鳥およびアフリカゾウ属、ヒョウ、ナイルワニなどが生息している。一帯はラムサール条約湿地に登録されている。

## 支流
- ロゴーヌ川